# WikiRank
WikiRank (або ВікіРанк) — онлайн-сервіс для автоматичної відносної оцінки та порівняння статей в різних мовних версіях Вікіпедії.
У наукових роботах сервіс перший раз згадується у 2015 році. Одна з наукових робіт, яка описує результати оцінки якості з використанням сервісу ВікіРанк, була визнана однією з найважливіших відкриттів Вікіпедії та інших проєктів Вікімедії у 2017—2018 роках.
Відмінною особливістю сервісу є те, що він дозволяє оцінювати якість і популярність статей у Вікіпедії за шкалою від 0 до 100 в результаті розрахунку синтетичного показника. Це спрощує порівняння мовних версій статей, які можуть мати різні  градації якості і стандарти оцінок. Для розрахунку оцінки якості та популярності, ВікіРанк використовує різні важливі нормалізовані показники, такі як:
- довжина тексту[4][5]
- кількість приміток (джерел)[6][7]
- секції[8][9]
- зображення[10][11]
- кількість відвідувань[12][13]
- та інші[14][15][16].

ВікіРанк розроблений на базі досліджень вчених з Білорусі і Польщі. Спочатку сервіс дозволяв порівнювати якість статей в 7 мовних версіях, пізніше — більш ніж в 50 основних мовних розділах Вікіпедії[джерело?].
ВікіРанк використовується також для ефективної реалізації навчальної мети в різних вищих навчальних закладах (таких як Варшавський університет).
Оцінки, надані ВікіРанком, використовуються для визначення якості карток[неавторитетне джерело].